# Trzeci rząd Vladimíra Mečiara
Trzeci rząd Vladimíra Mečiara – koalicyjny gabinet rządzący Słowacją od 13 grudnia 1994 do 30 października 1998.
Rząd został utworzony po wyborach z 30 września i 1 października 1994, wygrany przez Ruch na rzecz Demokratycznej Słowacji (HZDS). W skład rządu weszli działacze zwycięskiej partii, a także osoby rekomendowane przez Słowacją Partię Narodową (SNS) oraz Zrzeszenie Robotników Słowacji (ZRS). Gabinet funkcjonował do końca kadencji. Po kolejnych wyborach parlamentarnych został zastąpiony przez rząd Mikuláša Dzurindy.

## Skład rządu
- Premier – Vladimír Mečiar (HZDS)
- Wicepremier ds. legislacji – Katarína Tóthová (HZDS)
- Wicepremier ds. integracji gospodarczej – Sergej Kozlík (HZDS)
- Wicepremier ds. rozwoju społecznego i moralnego – Jozef Kalman (ZRS)
- Minister gospodarki
  - Ján Ducký (HZDS; do 27 sierpnia 1996)
  - Karol Česnek (HZDS; od 27 sierpnia 1996 do 27 lutego 1998)
  - Milan Cagala (HZDS; od 27 lutego 1998)
- Minister finansów
  - Sergej Kozlík (HZDS; do 14 stycznia 1998)
  - Miroslav Maxon (NAS[1]; od 14 stycznia 1998)
- Minister transportu, poczty i telekomunikacji
  - Alexander Rezeš (HZDS; do 15 kwietnia 1997)
  - Ján Jasovský (HZDS; od 16 kwietnia 1997)
- Minister rolnictwa
  - Peter Baco (HZDS)
- Minister budownictwa i robót publicznych
  - Ján Mráz (ZRS)
- Minister spraw wewnętrznych
  - Ľudovít Hudek (HZDS; do 27 sierpnia 1996)
  - Gustáv Krajči (HZDS; od 27 sierpnia 1996)
- Minister obrony
  - Ján Sitek (SNS)
- Minister sprawiedliwości
  - Jozef Liščák (ZRS)
- Minister spraw zagranicznych
  - Juraj Schenk (HZDS; do 27 sierpnia 1996)
  - Pavol Hamžík (HZDS; od 27 sierpnia 1996 do 11 czerwca 1997)
  - Zdenka Kramplová (HZDS; od 11 czerwca 1997 do 6 października 1998)
- Minister pracy, spraw społecznych i rodziny
  - Oľga Keltošová (HZDS; do 27 lutego 1998)
  - Vojtech Tkáč (HZDS; od 27 lutego 1998)
- Minister środowiska
  - Jozef Zlocha (HZDS)
- Minister edukacji
  - Eva Slavkovská (SNS)
- Minister kultury
  - Ivan Hudec (HZDS)
- Minister zdrowia
  - Ľubomír Javorský (HZDS)
- Minister ds. prywatyzacji
  - Peter Bisák (ZRS)